# Grise Fiord
Grise Fiord (/ɡriːz fiˈɔːrd/ inuktitut: Aujuittuq, silabario inuktitut: ᐊᐅᔪᐃᑦᑐᖅ) es un pequeño asentamiento inuit del territorio de Nunavut (Canadá). Según el censo de Canadá de 2006, poseía 141 habitantes, con un descenso de la población del 13.5 % en comparación con el censo de 2001.

## Geografía
Grise Fiord es el asentamiento civil más septentrional de América del Norte, pero perdió la condición de comunidad más septentrional cuando se creó Alert como base científica para las fuerzas canadienses y la agencia medioambiental.
Localizada en la parte más meridional de la isla Ellesmere, Grise Fiord es uno de los tres asentamientos permanentes de la isla. Grise Fiord se encuentra a 1160 kilómetros al norte del círculo polar ártico, a orillas del Jones Sound.

### Clima
El clima en Grise Fiord es extremadamente frío. Grise Fiord tiene un clima polar, lo que significa que hay menos de 250 mm de precipitación al año y la temperatura se mantiene bajo cero por más de 8 meses y bajo los 10 °C positivos el resto del año.
La temperatura más baja registrada en Grise Fiord fue de -62.2 °C. La más alta fue 22.3 °C en febrero de 2007.

## Demografía
| Gráfica de evolución de Grise Fiord entre 1976 y 2021 |
|                                                       |

## Comunicaciones
Grise Fiord está conectado al resto del mundo a través del Aeropuerto de Grise Fiord.

## Galería

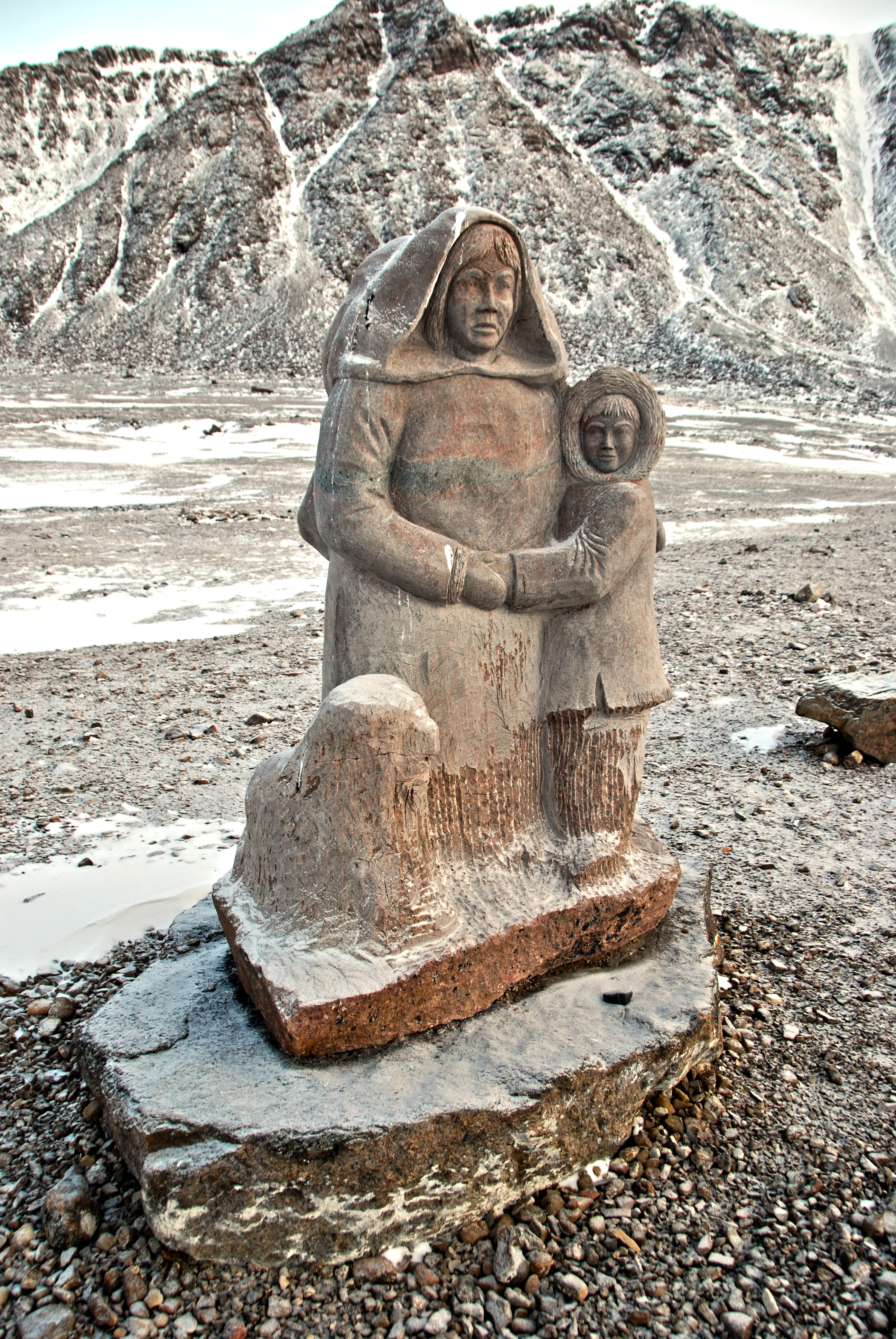
Monumento a los primeros pobladores inuit (1953-1955)
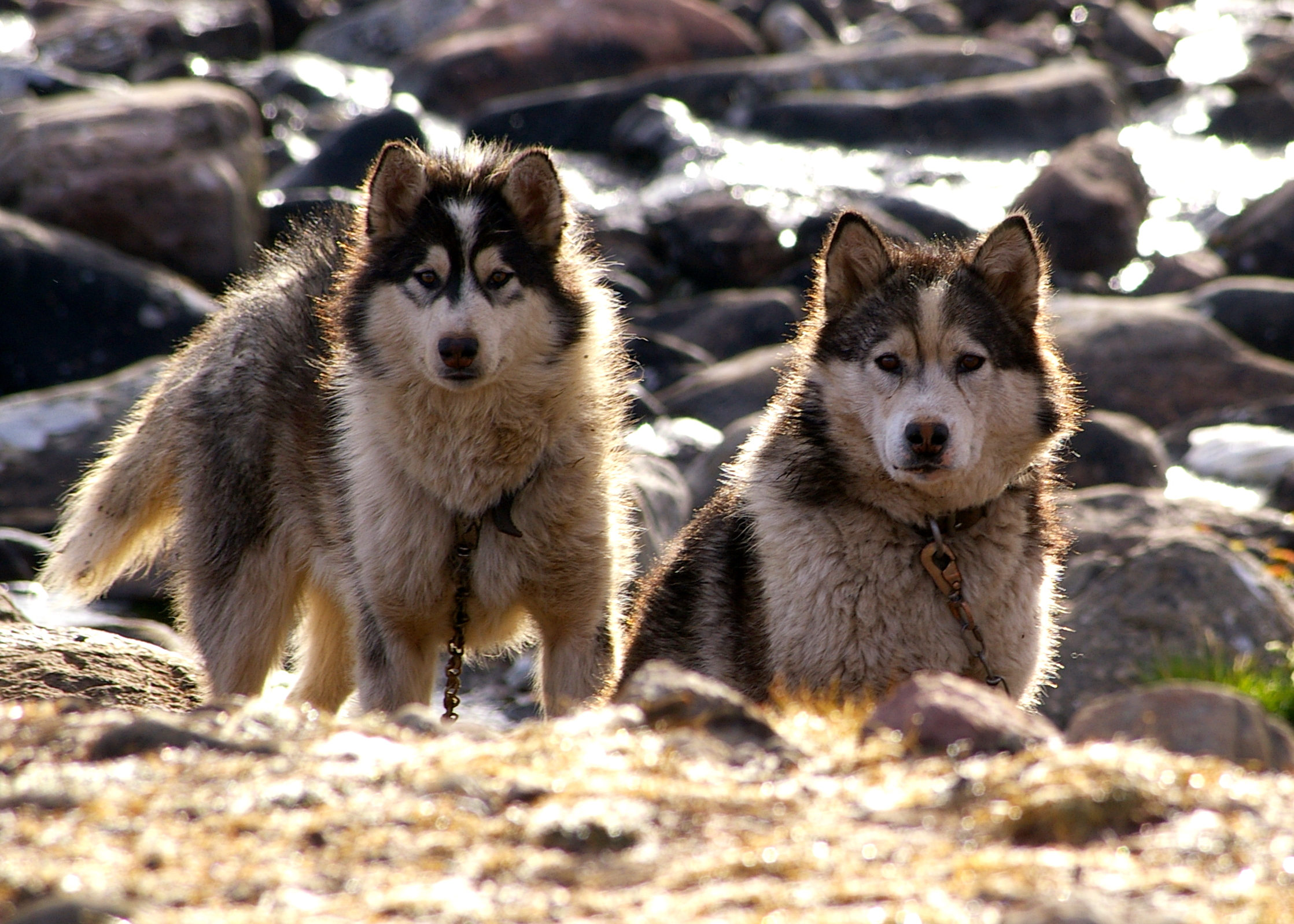
Perros de trineo
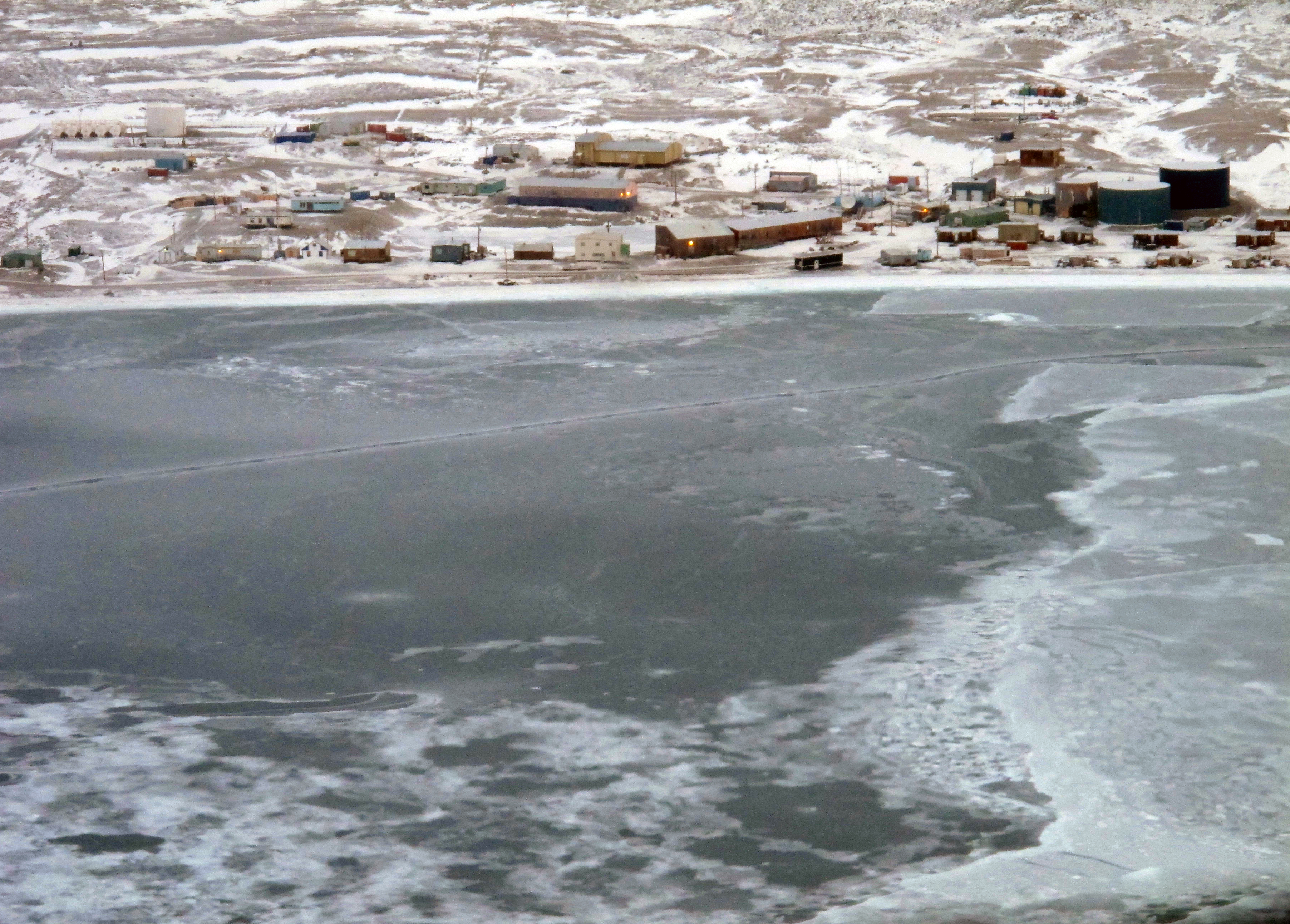
Vista aérea de Grise Fiord
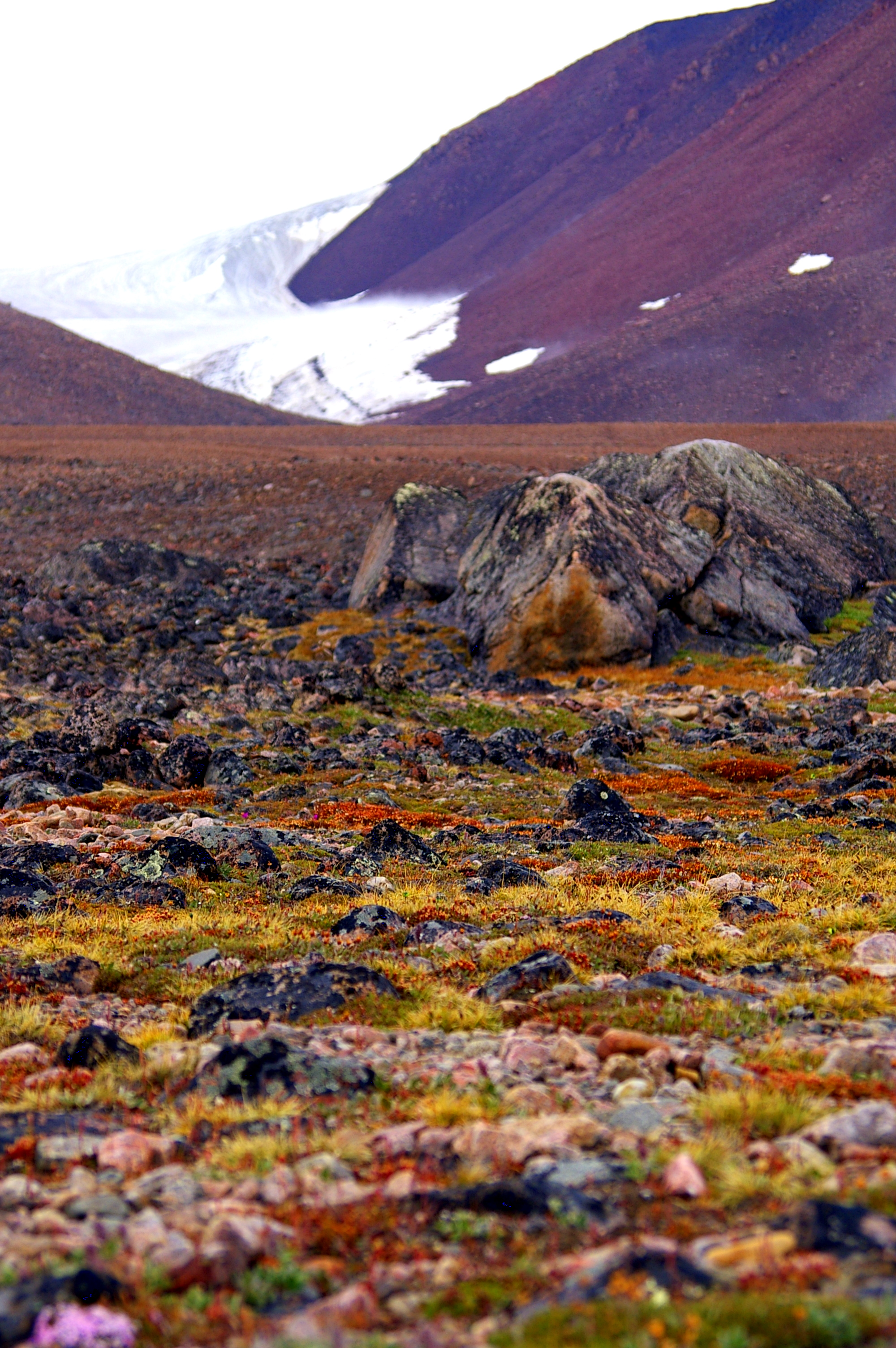
Flora silvestre